# Petrolio sintetico
Il petrolio sintetico è un combustibile di composizione affine a quella del petrolio, derivato però dal riciclaggio di materie seconde come le materie plastiche e altri derivati del petrolio.

## Storia
Durante la Seconda guerra mondiale, a causa dell'elevata domanda di petrolio da parte del settore militare, l'estrazione del petrolio è stata affiancata alla produzione di petrolio sintetico.
Ad esempio in Germania tra il 1939 e il 1944 sono state prodotte circa 6,3 milioni di tonnellate di petrolio sintetico attraverso il processo Bergius (cioè idrogenazione del catrame ad elevata temperatura e pressione) e attraverso il processo Fischer-Tropsch (cioè per idrogenazione del gas di carbone a valori di pressione prossimi a 1 atm).
Nello stesso periodo, furono costruiti impianti di produzione di petrolio sintetico in Manciuria (da parte dei giapponesi), Inghilterra, Stati Uniti e URSS; in particolare si deve agli Stati Uniti il perfezionamento del processo Fischer-Tropsch, per mezzo del quale gli Stati Uniti nel 1942 raggiunsero una produzione di petrolio sintetico di 5,5 milioni di tonnellate.

## Petrolio sintetico da depolimerizzazione
Il processo di produzione del petrolio sintetico a partire dalle materie plastiche è detto "depolimerizzazione termica" e può essere pensato come il processo inverso della polimerizzazione: infatti mentre attraverso la polimerizzazione più molecole idrocarburiche (le quali costituiscono i monomeri di partenza) si uniscono per formare una molecola ad elevato peso molecolare (cioè un polimero), durante la depolimerizzazione avviene il contrario, cioè le molecole che costituiscono le materie plastiche (i polimeri) vengono scisse in molecole a basso peso molecolare.